# Бои за Лашкаргах
Бои за город Лашкаргах проходили с 29 июля по 13 августа 2021 года между афганскими правительственными войсками и вооруженными формированиями талибов.

## Предыстория
Город Лашкаргах, столица провинции Гильменд, ранее уже подвергался нападению талибов в октябре 2020 года. Тем не менее, та атака была отражена. В мае 2021 года вокруг города продолжались столкновения. 
За несколько недель до начала осады, 1 июня 2021 года, талибы совершили несколько нападений на город, в основном в районы 10 и 3, которые ненадолго перешли под их контроль.

## Боевые действия
29 июля 2021 года Лашкаргах подвергся атаке с различных направлений. Примерно тогда же начались боевые действия в самом городе, при этом бои вокруг него продолжались несколько недель. 
1 августа талибы уже контролировали несколько районов города. Столкновения продолжались в первом и седьмом районах, правительственные силы удерживали только девятый. Несмотря на их просьбы, подкрепление прибыло лишь 31 июля, спустя нескольких недель. 
Бои проходили возле резиденции губернатора, полицейского участка и штаб-квартиры местного отделения госбезопасности. 
2 августа было талибы захватили здание местного телецентра, к этом моменту под контролем правительства оставался только один район.
12 августа, после двухнедельной осады и подрыва автомобиля террористом-смертником накануне, талибами был захвачен полицейский участок. Правительственные силы были вынуждены отступить к расположенной неподалеку резиденции губернатора, откуда часть из них была эвакуированы вертолётом. 
Оставшиеся сдались ночью 13 августа, позволив талибам установить полный контроль над городом.